# C8H10OS
化学式C8H10OS的化合物（摩尔质量：154.23 g/mol）可以指：
- 4-甲氧基苯甲硫醚，CAS号：1879-16-9
- 4-甲氧基苄硫醇，CAS号：6258-60-2

|  | 这个同类索引页列出了具有相同分子式的化学物（即同分異構體）条目。 除非您是有意链接至本页，否则应将相应条目的内部链接指向正确的条目。 |